# Associazione Sportiva Cosenza 1969-1970
Questa pagina raccoglie le informazioni riguardanti l'Associazione Sportiva Cosenza nelle competizioni ufficiali della stagione 1969-1970.

## Rosa
| N. |                   | Ruolo | Calciatore           |
| -- | ----------------- | ----- | -------------------- |
|    | Italia (bandiera) | A     | Raimondo Alduina     |
|    | Italia (bandiera) | C     | Ezio Campidonico     |
|    | Italia (bandiera) | A     | Franco Campidonico   |
|    | Italia (bandiera) |       | Caradonna            |
|    | Italia (bandiera) | C     | Luigino Caucci       |
|    | Italia (bandiera) | A     | Bruno Delle Fratte   |
|    | Italia (bandiera) | D     | Giuseppe Faggio      |
|    | Italia (bandiera) | D     | Pasquale Fiore       |
|    | Italia (bandiera) | A     | Salvatore Frisenda   |
|    | Italia (bandiera) | A     | Nicola Fusaro        |
|    | Italia (bandiera) | A     | Gianfranco Gagliardi |

| N. |                   | Ruolo | Calciatore         |
| -- | ----------------- | ----- | ------------------ |
|    | Italia (bandiera) | D     | Franco Gioannetto  |
|    | Italia (bandiera) | P     | Paolo Giusti       |
|    | Italia (bandiera) | D     | Eros Gobbi         |
|    | Italia (bandiera) | C     | Michele Illiano    |
|    | Italia (bandiera) | C     | Giusto Lodi        |
|    | Italia (bandiera) | D     | Francesco Millea   |
|    | Italia (bandiera) | C     | Francesco Pozzobon |
|    | Italia (bandiera) | P     | Vittorio Salatino  |
|    | Italia (bandiera) | A     | Claudio Trevisan   |
|    | Italia (bandiera) | P     | Giuseppe Valzoni   |
|    | Italia (bandiera) | C     | Antonio Vita       |